# Marshall (filme)
Marshall (prt: Marshall; bra: Marshall: Igualdade e Justiça) é um filme estadunidense de 2017, do gênero drama biográfico, dirigido por Reginald Hudlin e escrito por Michael e Jacó Koskoff. É estrelado por Chadwick Boseman no papel de Thurgood Marshall, o primeiro juiz Afro-americano da Suprema Corte dos Estados Unidos, e se centra num dos primeiros casos da sua carreira profissional. O elenco também conta com Josh Gad, Kate Hudson, Dan Stevens, Sterling K. Brown, James Cromwell, entre outros.
A filmagem começou em meados de dezembro de 2015, em Los Angeles. O filme estreou na Universidade de Howard, em 20 de setembro de 2017 e foi lançado nos Estados Unidos em 13 de outubro de 2017, pela Open Road Films, e recebeu  críticas positivas.

## Elenco
- Chadwick Boseman como Thurgood Marshall, o futuro primeiro afro-americano da Suprema Corte dos Estados Unidos.[5]
- Josh Gad como Sam Friedman, um advogado especialista em seguros que fica como parte do equipe de Marshall.[6]
- Kate Hudson como Eleanor Strubing[7]
- Dan Stevens[7] como Lorin Lopes
- James Cromwell[7] como O Juiz
- Sterling K. Brown como Joseph Mágica, o homem acusado de estupro e tentativa de homicídio que Marshall defende em tribunal.[8]
- Keesha Afiada como Vivien "Buster" Burey, o cônjuge de Thurgood.[9]
- Sophia Bush como Jennifer
- Jussie Smollett como Langston Hughes
- Chilli[10] como Zora Neale Hurston

## Produção
A filmagem começou em meados de dezembro de 2015, em Los Angeles, antes de se mudar para Buffalo, no início de 2016, o que incluiu tomadas em Buffalo City Hall, o Búfalo Central Terminal, Daemen College e Niagara Falls. Reginald Hudlin dirigiu o filme do roteiro de Michael Koskoff e seu filho Jacó Koskoff. A empresa Chinesa Super Hero Films financiou o filme, que foi produzido por Wagner de Paula através da sua Chestnut Ridge Produções, juntamente com Hudlin, Jonathan Sanger.
O filme estreou na Universidade de Howard, em 20 de setembro de 2017 e foi lançado nos Estados Unidos em 13 de outubro de 2017.

### Exibição e bilheteria
Nos Estados Unidos e no Canadá, Marshall foi lançado junto com Morte Feliz Dia, O Estrangeiro e o Professor Marston e a Mulher Maravilha, e era esperado um valor bruto de US $3 a 4 milhões de 821 cinemas em seu fim de semana de abertura. Ele acabou ganhando US$ 3 milhões, e terminou em 11º na bilheteria.

### Análise da crítica
Agregadores de revisão confirmam uma recepção positiva. O site Rotten tomatoes aponta que 83% dos críticos deram ao longa-metragem uma avaliação positiva, tendo por base em 113 resenhas, com pontuação média de 6.7/10. O consenso crítico diz: "Marshall leva um olhar iluminado e bem atuado sobre a sua vida real no início da sua carreira profissional e também oferece um clássico drama de tribunal de entretenimento garantido." Metacritic, que calcula uma média artitmética ponderada entre as críticas, dá ao filme uma nota 66 de 100 com base em 33 resenhas - indicando "críticas geralmente favoráveis".
Peter Travers,  que escreveu para a revista Rolling Stone, elogiou Boseman do desempenho, dando ao filme 3 de 4 estrelas e dizendo: "Carregado pelo relâmpago dramático de Boseman, Marshall nos dá um vislumbre eletrizante de um grande homem".